# Mochudi
Mochudi est une ville du Botswana, principale ville et capitale du district de Kgatleng.

## Positionnement géographique
Elle est située dans la partie sud-est de ce pays, à environ 37 km au nord-est de Gaborone, la capitale du pays et à une quarantaine de kilomètres de la frontière avec l'Afrique du Sud.

## Population
Lors du recensement de 2011, Mochudi compte 44 815 habitants.

## Tourisme
L'activité la plus reconnue de la ville est le tourisme, c'est ainsi l'une des villes les plus visitées du pays.En 2011, elle a été un des lieux de passage de Michèle Obama, en tournée avec son mari en Afrique. Il existe aussi un musée culturel qui s'appelle Phuthadikobo Museum où l'on peut découvrir les aspects culturels de la population locale.
Par ailleurs, la ville est le lieu de résidence de l'héroïne d'un ensemble romanesque, Les enquêtes de Mma Ramotswe, une série de romans policiers, écrits par le romancier écossais Alexander McCall Smith.
Depuis longtemps, le peuple Bakgatlas pratique des cérémonies d'initiation, le bojale et le bogwera, pour les jeunes filles et les jeunes garçons. Cette pratique a été arrêtée dans les années 1990, mais a recommencé en 2009.

## Personnalités liées à la ville
Personnalités nées à Mochudi :
- Nia Künzer, footballeuse allemande.
- Pamela Phatsimo Sunstrum, artiste résidant à Johannesbourg.